# Präsidentschaftswahl in Algerien 2009
Die Präsidentschaftswahl in Algerien fand am 9. April 2009 statt.

## Abschaffung der Begrenzung auf zwei Legislaturperioden
Am 3. November 2008 kündigte der Ministerrat die Abschaffung der in der Verfassung auf zwei Legislaturperioden festgelegten Begrenzung für das Präsidentenamt an. Damit wurde Präsident Abdelaziz Bouteflika von der Front de Libération Nationale ermöglicht, für eine dritte Amtsperiode anzutreten. Das Unterhaus stimmte dem Antrag zur Aufhebung der Begrenzung am 12. November 2008 zu.

## Kandidaten
Dreizehn Personen hatten einen Antrag gestellt um als Kandidaten zur Wahl zugelassen zu werden, letztendlich wurden sechs Kandidaten zugelassen:
- Abdelaziz Bouteflika, Amtsinhaber
- Louisa Hanoune
- Moussa Touati
- Mohammed Said
- Djahid Younsi
- Ali Fawzi Rebaine

## Oppositionsboykott und Zweifel an der Auszählung
Die wichtigen Oppositionsparteien Rassemblement pour la Culture et la Démocratie (RCD) und die Front des Forces Socialistes (FFS) traten aus Protest gegen Bouteflika nicht zur Wahl an und riefen zum Boykott der Abstimmung auf. Beobachter sprechen von nahezu ausgestorbenen Wahllokalen. Trotzdem wird offiziell eine Wahlbeteiligung von 74,54 % angegeben. Der Vorsitzende der RCD Said Sadi beschrieb die Wahl als einen „jämmerlichen und gefährlichen Zirkus“.

## Offizielle Ergebnisse

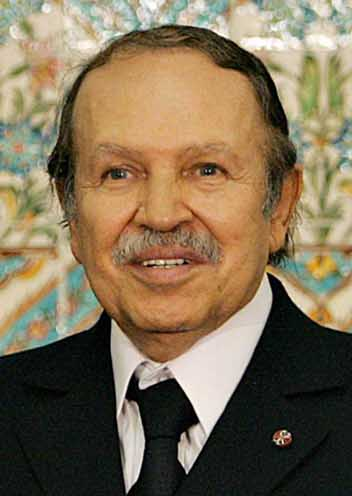
Offizieller Wahlsieger: Bouteflika

| Kandidat                         | Stimmen    | %     |
| -------------------------------- | ---------- | ----- |
| Abdelaziz Bouteflika             | 12.911.705 | 90,24 |
| Louisa Hanoune                   | 604.258    | 4,22  |
| Moussa Touati                    | 330.570    | 2,31  |
| Djahid Younsi                    | 176.674    | 1,37  |
| Ali Fawzi Rebaine                | 133.129    | 0,93  |
| Mohammed Said                    | 132.242    | 0,92  |
| Ungültige Stimmen                | 1.042.727  | 7,25  |
| Insgesamt (Beteiligung: 74,54 %) | 15.351.305 |       |